# Lilla Valekärrsvattnet
Lilla Valekärrsvattnet är en sjö i Lilla Edets kommun i Bohuslän och ingår i Göta älvs huvudavrinningsområde.